# Trude Fleischmann
Trude Fleischmann, född 22 december 1895 i Wien, död 21 januari 1990 i Brewster i delstaten New York, var en amerikansk fotograf. Hon var född i Österrike och var under 1920-talet en framstående fotograf i Wien, men flyttade till USA och etablerade sin verksamhet 1940 i New York.

## Biografi
Trude Fleischmann föddes i Wien som den andra av tre systrar i en välbärgad judisk familj. Efter skolgång i Wien studerade hon konsthistoria i Paris och därefter fotografi under tre år vid Lehr- und Versuchsanstalt für Photographie und Reproduktionsverfahren i Wien. Hon arbetade därefter för fotograferna Dora Kallmus och senare Hermann Schieberth i Wien.
År 1919 blev hon medlem av Photographische Gesellschaft in Wien, och 1920 öppnade hon egen ateljé i centrala Wien. Hon fotograferade kända personer inom musik, film och teater; bilderna publicerades i tidskrifter som Die Bühne, Moderne Welt, Welt und Mode och Uhu. Porträtt på Karl Kraus och Adolf Loos och en serie bilder på dansaren Claire Bauroff, som polisen beslagtog 1925, gav henne internationell berömmelse.
Genom Anschluss 1938 tvingades hon flytta från Österrike, först till Paris, därefter London och slutligen, tillsammans Helen Post, till New York, där hon 1940 öppnade en studio på West 56th Street intill Carnegie Hall som hon drev tillsammans med fotografen Frank Elmer som också hade emigrerat från Wien.
Vid sidan av stadsliv i New York fotograferade hon celebriteter och kända immigranter som Albert Einstein, Eleanor Roosevelt, Oskar Kokoschka, Lotte Lehmann, Otto von Habsburg, Richard von Coudenhove-Kalergi och Arturo Toscanini. Hon arbetade också som modefotograf åt tidskrifter som Vogue.
Trude Fleischmann verkade för uppmuntra andra kvinnor att bli professionella fotografer. Mellan 1969 och 1987 bodde hon i Lugano, men återflyttade till USA, där hon bodde hos en släkting till sin död 1990. 
Trude Fleischmanns arbeten presenterades 2011 på Wien Museum i utställningen "Trude Fleischmann: Der sebstbewusste Blick".